# بوب سادوفسكي
بوب سادوفسكي (بالإنجليزية: Bob Sadowski) (19 فبراير 1938 - 5 أغسطس 2018) هو لاعب كرة قاعدة أمريكي، ولد في بيتسبرغ في الولايات المتحدة.

## الوفاة
توفي في 5 أغسطس 2018.

## وصلات خارجية
- بوب سادوفسكي على موقع دوري كرة القاعدة الرئيسي (الإنجليزية)
- بوب سادوفسكي على موقعبيزبول رفرنس.كوم (الدوري الرئيسي) (الإنجليزية)
- بوب سادوفسكي على موقعبيزبول رفرنس.كوم (الدوري الثانوي) (الإنجليزية)